# Dicranotropis cognata
Dicranotropis cognata är en insektsart som beskrevs av Frederick Arthur Godfrey Muir 1917. Dicranotropis cognata ingår i släktet Dicranotropis och familjen sporrstritar. Inga underarter finns listade i Catalogue of Life.